# Georgiens flagga
Georgiens flagga (georgiska: საქართველოს სახელმწიფო დროშა, Sakartvelos sachelmtsipo drosja), också känd som Femkorsflaggan, är vit med ett Sankt Georgskors i rött och fyra bolnisikors i de fyra fält som bildas av korsarmarna. S:t Georg är Georgiens skyddshelgon, men helgonets namn har troligen inget direkt samband med landets namn.

## Historik
Dagens georgiska flagga valdes som samlande nationell symbol när Micheil Saakasjvili bildade oppositionspartiet Förenade nationella rörelsen 2001. Flaggans historiska rötter är omtvistade, men liknande flaggor eller vapensköldar har förekommit redan under medeltiden i det område som idag utgör Georgien. Flaggan påminner också om ett Jerusalemkors, med fyra mindre kors kring ett större. Dessa mindre kors kallas för bolnisikors och härstammar från basilikan Bolnisi Sioni i Bolnisi. Denna korstyp användes under korstågen, då de fem korsen ansågs representeras Jesu fem sår. Flaggan användes som symbol för oppositionen under Rosenrevolutionen 2003, och ersatte året efter den flagga som använts i Georgien efter Sovjetunionens fall 1990. Den nya flaggan hissades över Georgiens parlament den 14 januari 2004 klockan 21.00 lokal tid (17.00 GMT).
Under Georgiens korta självständighet 1918–1921, och också från när Georgien lämnade Sovjetunionen 1991 till 2003, var Georgiens flagga mörkt rött med två horisontella band, svart ovanför vit, på en kanton.

## Utformning
Flaggans utseende beskrivs i presidentdekret nr 31 från 25 januari 2004. Proportionerna är 2:3.
| Färgschema | Rött        | Vitt        |
| ---------- | ----------- | ----------- |
| PMS        | 485         | —           |
| RGB        | 255-0-0     | 255-255-255 |
| CMYK       | 0-100-100-0 | 0-0-0-0     |
| Webbfärger | #FF0000     | #FFFFFF     |

## Tidigare flaggor

Demokratiska republiken Georgiens flagga 1918–1921 (prop. 1:2)
Den sovjetiska delrepubliken Georgiska SSR:s flagga 1921–1937
Den sovjetiska delrepubliken Georgiska SSR:s flagga 1937–1951
Den sovjetiska delrepubliken Georgiska SSR:s flagga 1951–1990.
Georgiens flagga 1990–2003 (prop. 3:5)